# 94 Pułk Piechoty (austro-węgierski)

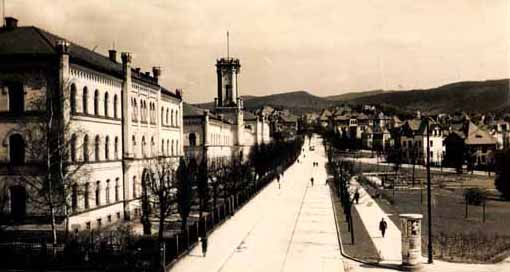
Koszary piechoty w Libercu

Czeski Pułk Piechoty Nr 94 (IR. 94) – pułk piechoty cesarskiej i królewskiej Armii.

## Historia pułku
Pułk został utworzony 1 stycznia 1883 roku w Lewoczy (niem. Leutschau) z trzech batalionów liniowych wyłączonych ze składu Pułków Piechoty Nr 25, 66 i 67 oraz Batalionu Strzelców Polnych Nr 37.
Okręg uzupełnień nr 94 Turnov (niem. Turnau) na terytorium 9 Korpusu.
Kolory pułkowe: biały, guziki złote.
W latach 1897–1899 sztab pułku razem z 3. i 4. batalionem stacjonował w Terezinie (niem. Theresienstadt), 2. batalion w Turnovie, a 1. batalion detaszowany w Nevesinje. Pułk (bez 1. batalionu) wchodził w skład 57 Brygady Piechoty należącej do 29 Dywizji Piechoty, natomiast 1. batalion był podporządkowany komendantowi 3 Brygady Górskiej należącej do 18 Dywizji Piechoty.
W latach 1903–1909 pułk stacjonował w Terezinie (niem. Theresienstadt) z wyjątkiem 3. batalionu, który stacjonował w okręgu uzupełnień w Turnovie. W 1908 roku 4. batalion został przeniesiony do Liberca (niem. Reichenberg).
W latach 1910–1914 komenda pułku oraz bataliony III i IV stacjonowały w Libercu, II batalion stacjonował w Turnovie, a I w Twierdzy Josevof.
Pułk wchodził w skład 58 Brygady Piechoty należącej do 29 Dywizji Piechoty.
Skład narodowościowy w 1914 roku 76% – Niemcy, 22% – Czesi.
W czasie I wojny światowej wszystkie bataliony walczyły na froncie wschodnim w składzie 2 Armii.

## Szefowie pułku
Kolejnymi szefami pułku byli:
- król Hiszpanii Alfons XII Burbon (do †25 XI 1885),
- generał kawalerii książę Leopold Emanuel Ludwig von Croy-Dülmen (1889 – †15 VIII 1894),
- FZM Emanuel von Merta (1897 – †31 VIII 1899),
- FZM Hugo von Klobus (1900 – †17 XI 1906),
- generał piechoty Albert von Koller (1907–1918).

## Komendanci pułku
- płk Friedrich Poleschensky (1883[1])
- płk August von Braun (– 1898 → urlopowany[5])
- płk Kazimierz Pomiankowski von Wiara (1898[6] – 1 IV 1902 → komendant 93 Brygady Piechoty)
- płk Maximilian Heyss (Heyß) (1902[7] – 1905)
- płk Alfred Ritter Rohm von Hermannstädten (1906)
- płk Josef Werner (1907–1910)
- płk Karl Böhm Edler von Börnegg (1911–1912)
- płk Josef Zenkl (1913–1914)